# Quadro (Todi)
Quadro è una frazione del comune di Todi, in provincia di Perugia.
Il paese si trova a 540 m s.l.m., che ne fanno la frazione tuderte più alta, ed è situato lungo la strada statale 79 bis Orvietana, a circa 12 km dal capoluogo. Quadro è abitato da 105 residenti.

## Storia
L'importanza storica di Quadro è quella del relativo castello, sito sulla più antica via di comunicazione tra Todi ed Orvieto.
La collocazione su tale via di comunicazione e in una delle zone più elevate del comprensorio tuderte ne hanno fatto fin dai tempi romani una piazza strategica dal punto di vista militare. Di conseguenza non deve stupire la presenza di fortificazioni, citate in svariati documenti in occasione della dura punizione inflitta nel 1311 dal Comune di Todi, che distrusse la rocca del paese in seguito al mancato pagamento della gabella.
Nel 1414 Quadro fu luogo dell'aspra battaglia grazie alla quale Braccio da Montone cacciò gli uomini di Ladislao d'Angiò-Durazzo, che nel sogno di unificare l'Italia puntava su Firenze dopo aver conquistato lo Stato Pontificio (solo Bologna e appunto Todi non caddero). In seguito al successo, il condottiero perugino saccheggiò e arse il maniero per costruirvi una vera fortezza. Dove sorgeva il castello è individuabile l'insediamento più antico del paese, un piccolo gruppo di case in pietra conosciuto come Quadro Vecchio.
Poco a valle di Quadro, la potente rocca di Monte Calvo era di proprietà della famiglia tuderte Nisterna e ospitava una guarnigione e segrete comunicazioni sotterranee. Nel 1397 era assurta a Comunità, godendo di speciali privilegi come quello di avere un proprio syndico. Sulla porta della rocca si vede ancora scolpito in pietra lo stemma della famiglia. La chiesa dedicata a San Biagio che vi fu edificata nel XV secolo, ben conservata, è di proprietà privata.
Durante il XVIII secolo, nel vicino Fosso della Vorga (conosciuto in quel tratto come "il fossaccio" dagli abitanti della zona), si cercò a lungo dell'oro. Le ricerche, condotte anche da esperti giunti da Camerino, non sortirono i risultati sperati.

## Monumenti e luoghi d'interesse

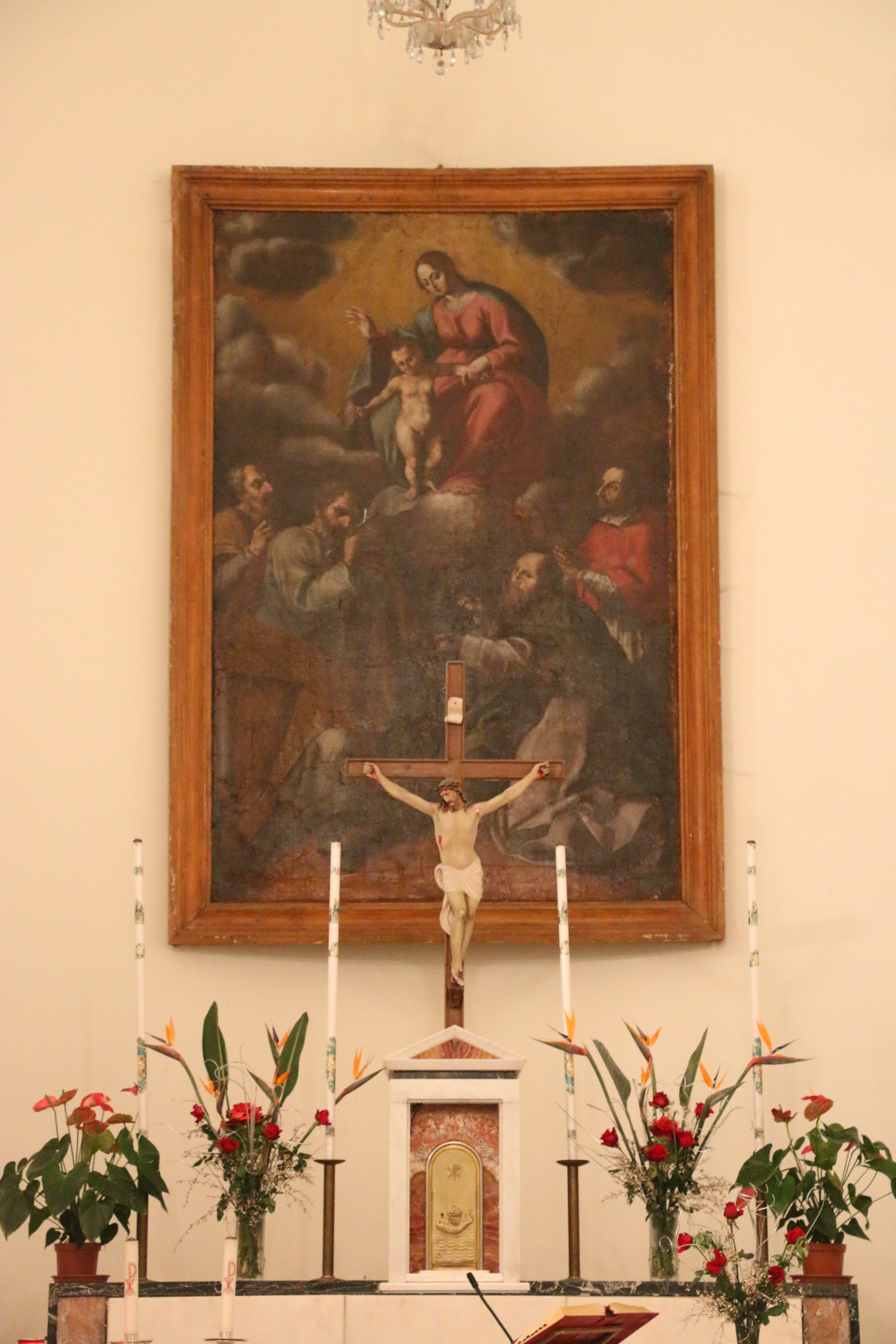
La pala d'altare opera del Polinori, risalente agli inizi del XVII secolo (parete absidale della chiesa parrocchiale)

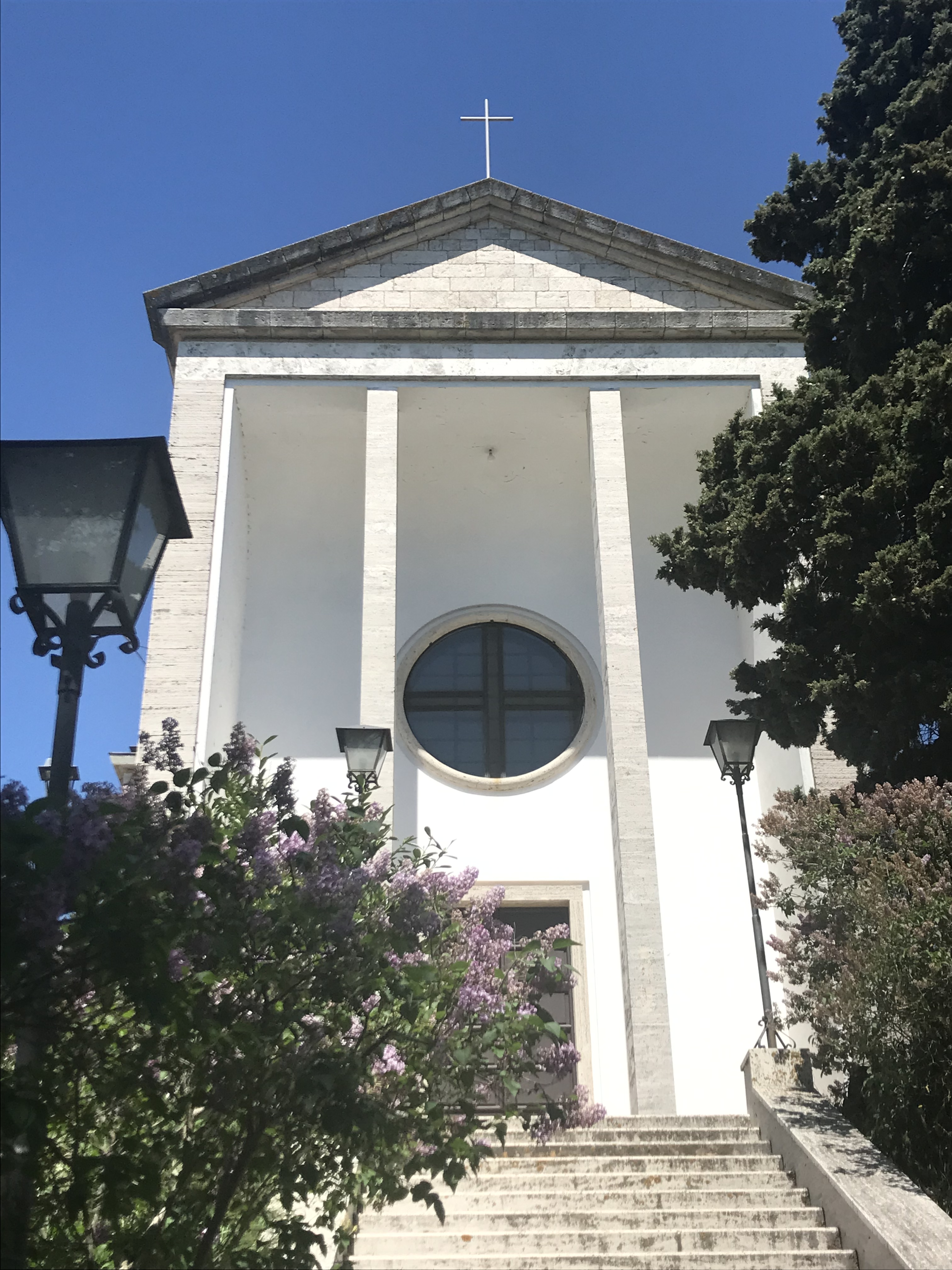
Chiesa parrocchiale San Pietro de Caesis

- Chiesa parrocchiale di San Pietro de Caesis: la sede parrocchiale, dapprima intitolata a San Sebastiano e sita presso il castello, nel XIII secolo fu trasferita per volere di Pietro Cesi e rinominata San Pietro de Caesis[2][4]. Divenuta sede di un priore e sei canonici, nel 1625 la vecchia chiesa romanica fu demolita e ricostruita in stile barocco dal priore Marco Antonio Guazzaroni[2][4]. In seguito ad un crollo, la chiesa seicentesca venne abbandonata con la costruzione di una nuova chiesa, accuratamente progettata nel 1933 dall'architetto Pollione Moriconi con caratteri assimilabili a quelli del monumentalismo e razionalismo italiano[4]. Costituisce infatti un interessante esempio di chiesa parrocchiale di campagna progettata secondo i gusti e le idee architettoniche più moderne degli anni trenta[3][4]. La chiesa, ancora intitolata a San Pietro de Caesis, presenta un breve portico antistante a tutta altezza con pilastri in travertino sovrastato da un timpano triangolare, che rimanda alle forme di un tempio classico[4]. Sulla parete retrostante, dalla forma concava che in alto le consente di raccordarsi all'architrave, si aprono il portale di ingresso ed un semplice rosone[3][4]. Una lapide vi ricorda il sacrificio degli undici quadresi caduti al fronte durante la prima guerra mondiale. Le pareti laterali sono edificate con grandi blocchi squadrati di pietra calcarea con otto lunghe monofore che illuminano l'interno[4]. Il campanile, tipicamente razionalista, è anch'esso realizzato in pietra a facciavista e travertino[4].  All'interno l'altare maggiore, in marmo, riprende in piccolo nel disegno la facciata, con i tre gradini che lo rialzano e sorretto da due pilastrini in travertino[4]. È collocato al centro dell'abside semicircolare, sopraelevata di un gradino dalla navata e ancora protetta da balaustra marmorea[4]. Nel transetto i due altari minori sono anch'essi in marmo e travertino[4]. La chiesa custodisce una notevole pala d'altare seicentesca, opera del pittore tuderte Andrea Polinori, dove, su uno sfondo oro velato da alcune nubi, spiccano le figure della Vergine e del Bambino circondate dai santi Giuseppe, Pietro, Paolo e Carlo Borromeo[6][4]. Vi sono conservate inoltre una croce stazionale cinquecentesca in rame dorato, un Crocifisso ligneo di stile barocco e una venerata statua della Sacra Famiglia, cui tradizionalmente il paese dedica una festa all'inizio del mese di giugno[4][7]. Tra il 2010 e il 2011 l'edificio è stato interessato da importanti lavori di ristrutturazione, con il rifacimento del tetto e il consolidamento del sottostante solaio piano in laterocemento[4].
- Castello di Monte Calvo;
- Quercia Bella, un imponente rovere che si ergeva nel mezzo della campagna, segnalato tra gli alberi monumentali d'Italia;
- Parco fluviale del Tevere.

## Economia
L'economia è basata su agricoltura, turismo e agriturismo.
Nel territorio del paese sono inoltre stati scavati dei pozzi per l'estrazione di acqua, da destinare agli usi civili dei comuni del comprensorio tuderte.

## Sport
- Escursionismo
- Ciclismo
- Motociclismo